# Dasylepis
Dasylepis là chi thực vật có hoa trong họ Achariaceae.